# Herrenhaus Wiurila

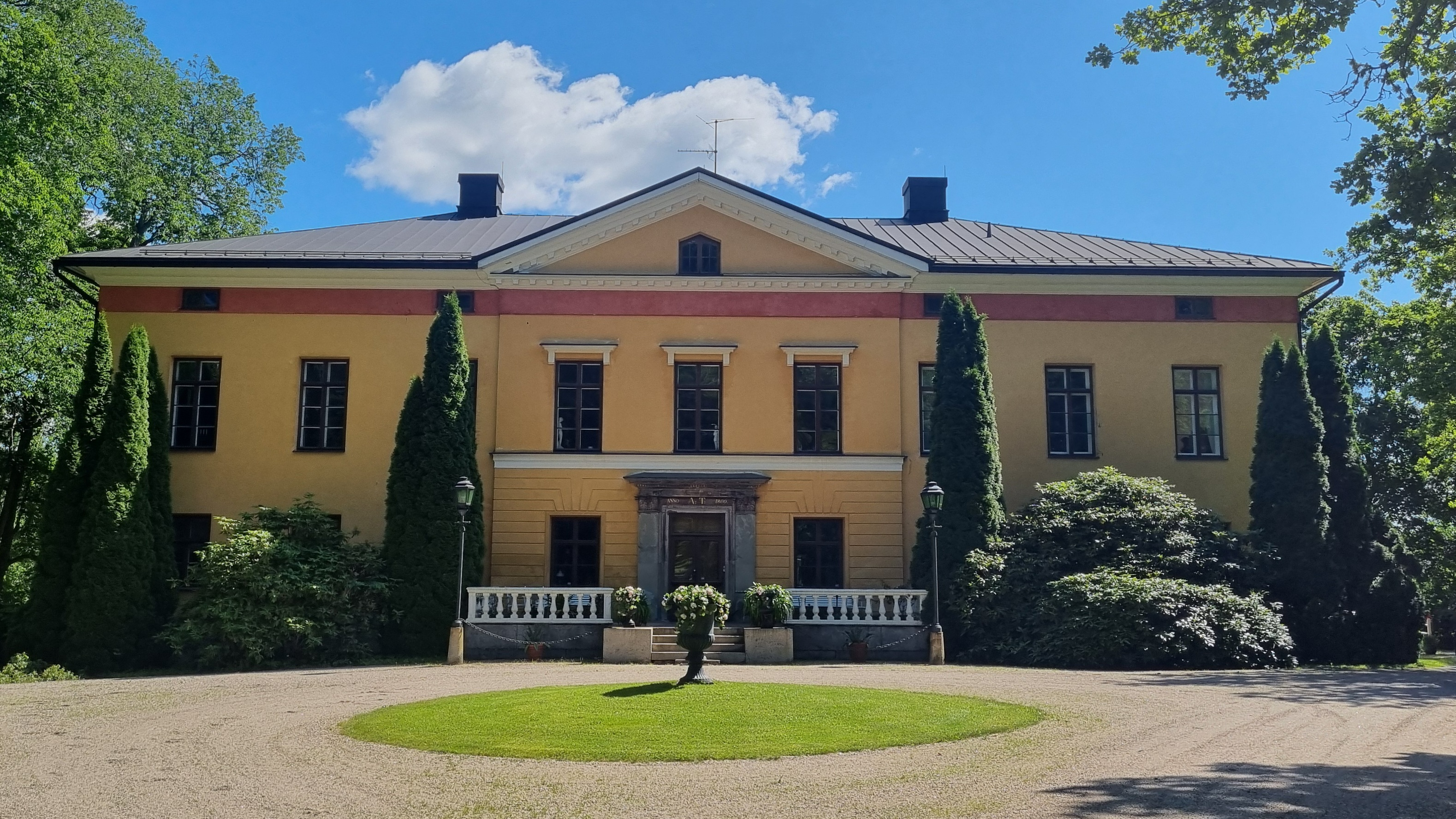
Herrenhaus Wiurila

Das Herrenhaus Wiurila   (finnisch Wiurilan kartano, schwedisch Wiurila gård) ist ein historisches Gut in Halikko, einem Stadtteil von Salo im Süden Finnlands. Es zählt zu den bedeutendsten Herrenhäusern des Landes und ist eng mit der Familie Armfelt verbunden, die das Anwesen seit 1787 besitzt. Heute wird das Gut von der Familie Aminoff verwaltet.

## Geschichte

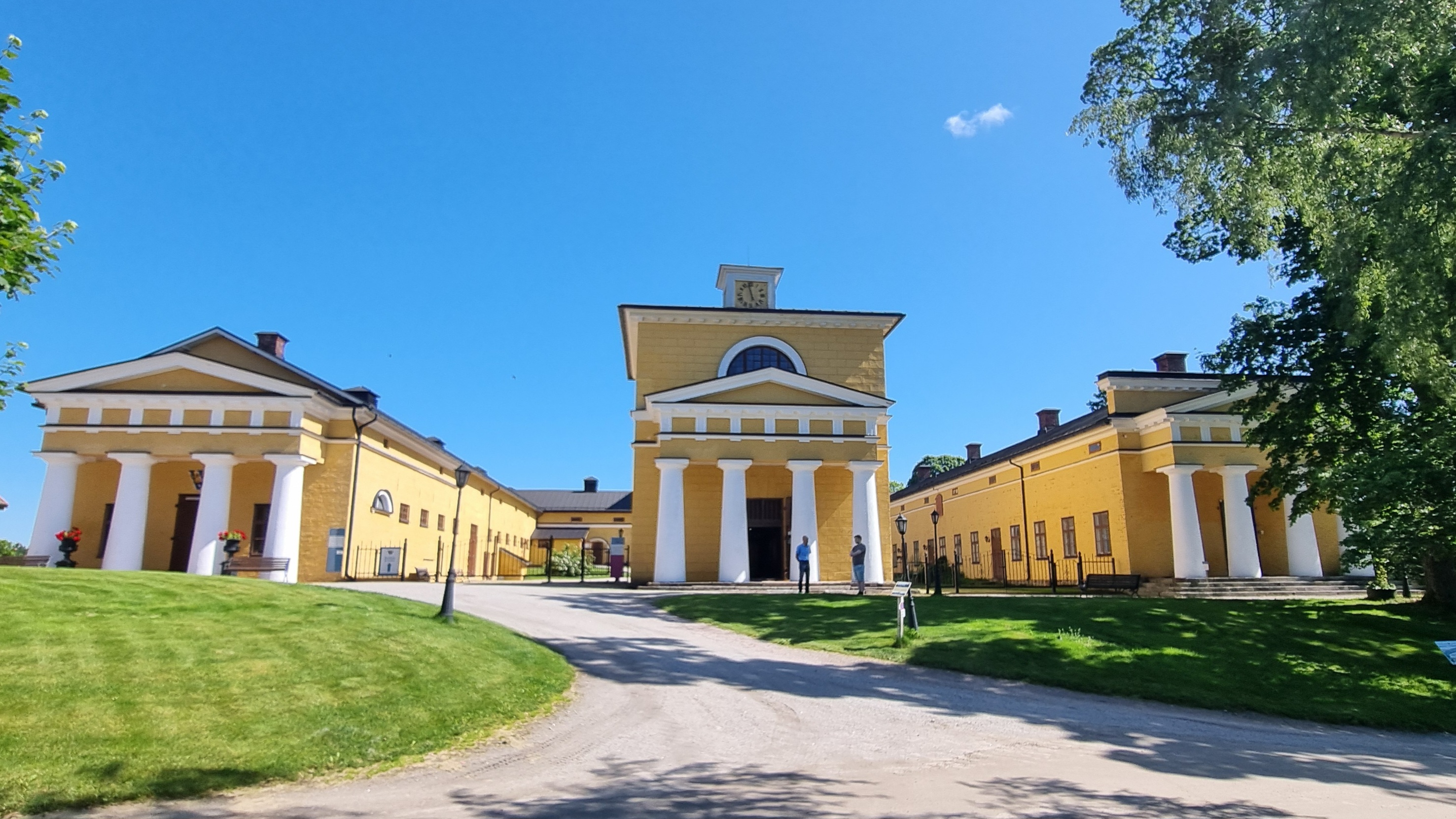
Wirtschaftsgebäude

Die erste urkundliche Erwähnung von Wiurila stammt aus dem 15. Jahrhundert, als das Anwesen Magnus Johansson till Wiorela gehörte. Über mehrere Generationen hinweg wurde das Gut meist von Mutter zu Tochter vererbt, bis es 1787 von Baron Magnus Wilhelm Armfelt erworben wurde.
Das neue Hauptgebäude wurde während der Zeit von Baron August Filip Armfelt errichtet. Er war Adjutant des schwedischen Königs Gustav III. und später Kammerherr des russischen Zaren Alexander I. Er war auch Zeuge des Baus des neuen Wirtschaftstrakts. Armfelts Rolle in der Geschichte von Wiurila ist bedeutend, da er die Gutstätigkeit modernisierte.
Das heutige Hauptgebäude, ein zweistöckiges klassizistisches Steinhaus, wurde vom italienisch-finnischen Architekten Carlo Francesco Bassi entworfen und 1811 fertiggestellt. Spätere Erweiterungen, darunter Wirtschafts- und Wohnflügel, wurden zwischen 1835 und 1840 von Carl Ludwig Engel gestaltet.
Im Laufe der Geschichte war Wiurila ein selbstversorgendes Gut mit eigener Ziegelei, Sägewerk, Brauerei und weiteren Betrieben. Zu Zeiten seiner größten Ausdehnung gehörten zum Anwesen rund 48.000 Hektar, heute sind es etwa 150 Hektar.
Das Gutshaus unterhält enge Verbindungen zum schwedischen Königshaus. Im Pferdekutschenmuseum befinden sich Kutschen, die König Karl XVI. Gustav von Schweden und Königin Silvia befördert haben. Der schwedische Prinz Carl Philip hat die Wiurila-Feststühle für den Festsaal des Gutshauses Wiurila entworfen.

## Architektur und Anlagen
Das Herrenhaus besticht durch seine klassizistische Architektur. Neben dem Hauptgebäude gibt es zahlreiche Nebengebäude, darunter Stallungen, Wirtschaftsgebäude und Räume, die als Museen genutzt werden. Die Fassade des Haupthauses wurde von Carl Ludwig Engel gestaltet, einem der bekanntesten Architekten Finnlands.
Das Anwesen liegt inmitten einer weitläufigen Parklandschaft mit Blick auf die Bucht von Halikko. Die Umgebung ist bekannt für ihre reiche Vogelwelt und ihre landschaftliche Schönheit.

## Heutige Nutzung
Wiurila ist heute ein Ausflugsziel und bietet:
- Ein Restaurant und Café
- Gästehaus mit Übernachtungsmöglichkeiten
- Veranstaltungsräume für Feiern und Tagungen
- Museen, darunter ein Heimatmuseum und ein Kutschenmuseum
- Kunst- und Kunstausstellungen, darunter die Wiurila Sommerbiennale
- Golfplatz mit 18 Löchern
- Reitstall und Pferdeaktivitäten[2]

Das Gut ist im Sommer für Besucher geöffnet und bietet zahlreiche kulturelle und sportliche Aktivitäten sowie Führungen an.

## Bedeutung
Wiurila gilt als eines der wichtigsten Herrenhäuser und als beeindruckendes Kulturerbe Finnlands. Es verbindet historische Architektur, Natur und Kultur und ist ein Beispiel für die finnische Gutskultur.